# Gonzalagunia stenostachya
Gonzalagunia stenostachya är en måreväxtart som först beskrevs av Paul Carpenter Standley, och fick sitt nu gällande namn av William Carl Burger. Gonzalagunia stenostachya ingår i släktet Gonzalagunia och familjen måreväxter.
Artens utbredningsområde är Costa Rica. Inga underarter finns listade i Catalogue of Life.